# ماونت افریم، نیوجرسی
ماونت افریم (به انگلیسی: Mount Ephraim) شهری در ایالت نیوجرسی کشور ایالات متحده آمریکا است که جمعیت آن در سرشماری سال ۲۰۱۰ میلادی، ۴٬۶۷۶ نفر بوده‌است.